# 耶律仁先
耶律仁先（1013年—1072年），字乣邻，父為耶律瑰引。遼國名臣，官至遼國的于越。初任北院林牙，1042年，任北院副枢密使，与刘六符出使宋朝，知南京事。1044年，辽兴宗入侵西夏，耶律仁先劝谏，兴宗不听，改任东京留守。在兴宗兵败后，进封吴王。辽道宗即位，任南院枢密使，1060年，进封许王，北院大王。1063年，平定耶律重元叛乱，加封尚父、宋王、北院枢密使，1063年，官至于越，再平定西北鞑靼的叛乱。

## 延伸阅读
[在维基数据编辑]
 《遼史/卷96》，出自脱脱《遼史》